# Онсе Калдас
Онсе Калдас (на испански: Once Caldas) е колумбийски футболен отбор от Манисалес, департамент Калдас. Основан е на 15 януари 1961 г. след сливането на Депортес Калдас и Онсе Депортиво.

## История
Онсе Депортиво е основан през 1930 г., а Депортес Калдас, който има една титла на страната от 1950 г., - през 1947 г., но впоследствие и двата отбора спират да функционират по различни причини. В края на 50-те години група хора, намело с Карлос Гомес Ескобар имат идея да възродят Депортес Калдас, докато поддръжниците на Едуардо Гомер Арубла искат възраждането на Онсе Депортиво. В крайна сметка се стига до решение вече направените стъпки да бъдат обединени и да се сформира един общ отбор под името Онсе Калдас.
Срещу името на Онсе Депортиво има четири шампионски титли на Колумбия, но най-големият успех остава изненадващият триумф в Копа Либертадорес през 2004 г. Тогава отборът финишира на първо място в предварителната група пред венецуелския Маракаибо, аржентинския Велес Сарсфийлд и уругвайския Феникс. Следва победа с дузпи срещу еквадорския Барселона и победи с общ резултат от по 2:1 срещу бразилските Сантос и Сао Пауло. На финала, отново след изпълнение на дузпи, Онсе Калдас печели срещу Бока Хуниорс от Аржентина.

## Известни бивши играчи
- Оскар Кордоба
- Серхио Галван
- Хуан Карлос Енао
- Хенри Рохас

## Успехи
Национални
- Категория Примера А:
  - Шампион (4): 1950 (като Депортес Калдас), 2003 А, 2009 А, 2010 Ф
  - Вицешампион (2): 1998, 2011 Ф
- Купа на Колумбия:
  - Финалист (1): 2008

Международни
- Копа Либертадорес:
  - Носител (1): 2004
- Междуконтинентална купа по футбол:
  - Финалист (1): 2004
- Рекопа Судамерикана:
  - Финалист (1): 2005

## Рекорди
- Най-голяма победа за първенство: 8:1 срещу Оро Негра, 1971 г.
- Най-голяма загуба за първенство: 8:0 срещу Депортиво Кали, 1971 г.
- Най-много мачове: Хеан Карлос Енао – 600
- Най-много голове: Серхио Галван Рей – 171
- Най-много поредни мачове без загуба: 16 – 2006, 2010 г.

### Футболисти с най-много мачове
| Място | Име                     | Мачове |
| ----- | ----------------------- | ------ |
| 1     | Хуан Карлос Енао        | 600    |
| 2     | Арнулфо Валентиера      | 481    |
| 3     | Робейро Фернандо Морено | 451    |
| 4     | Серхио Галван Рей       | 377    |
| 5     | Родриго Гомес           | 373    |

### Футболисти с най-много голове
| Място | Име                | Голове |
| ----- | ------------------ | ------ |
| 1     | Серхио Галван Рей  | 171    |
| 2     | Арнулфо Валентиера | 138    |
| 3     | Дайро Морено       | 90     |
| 4     | Роберто Мирабели   | 66     |
| 5     | Николас Лобатон    | 59     |